# Michael Markel
Michael Markel (n. 7 octombrie 1937, Viscri, județul Brașov) este un om de litere de limba germană originar din România.
A studiat germanistica și romanistica la Universitatea Babeș din Cluj (1957–1962), după care a lucrat ca preparator, apoi asistent universitar (până în 1976) și lector (până în 1992) la catedra de germanistică a Universității din Cluj.
În 1992 a emigrat în Republica Federală Germania.
Între 1993 și 2001 a predat limba germană pentru străini, ca docent onorific la Universitatea Populară (Volkshochschule) din Landshut.
În prezent, trăiește la Nürnberg.
Michael Markel a publicat, în România și Germania, studii de literatură și comunicări în reviste de specialitate și publicații de cultiră generală. A editat și comentat opere ale scriitorilor sași din Transilvania, precum și antolgii ale literaturii de limba germană din România. A participat la elaborarea unor manuale și culegeri de texte pentru studiul limbii germane în liceele cu limba de predare germană din România.

## Scrieri
- Transilvanica / Studien zur deutschen Literatur aus Siebenbürgen I, Editura Dacia, Cluj, 1971.
- Anthologie / der deutschsprachigen Lyrik im 20. Jahrhundert Ministerul Educației și Învățământului, București, 1977 (în colaborare cu Prof. Dr. Hertha Perez și Gertrud Sauer)
- Transilvanica / Studien zur deutschen Literatur aus Siebenbürgen II, Editura Dacia, Cluj-Napoca, 1982
- Auswahl literarischer Texte für die IX. und X. Klasse, Editura didactică și pedagogică, București, 1983
- Die Deportation der Rumäniendeutschen im Spiegel der schönen Literatur - Versuch einer Bestandsaufnahme, 112 pagini, Editura: Nürnberg, Haus der Heimat, 2016, ISBN: 9783000519628

Volume colective
- Das Bild Des Anderen in Siebenburgen: Stereotypen in Einer Multiethnischen Region, autori Michael Markel, Wolfgang Hopken, Konrad G. Gündisch, editura Bohlau, Köln, Weimar, Wien, 1998, ISBN 3412097977 / 9783412097974 / 3-412-09797-7
- Deutsche Literatur in Rumänien und Das Dritte Reich: Vereinnahmung, Verstrickung, Ausgrenzung, autori Michael Markel, Peter Motzan, editura IKGS, 2003, ISBN 3980888312 / 9783980888318 / 3-9808883-1-2

## Premii
- 2018 – Premiul pentru cultură transilvană-saxonă (Siebenbürgisch-Sächsischer Kulturpreis 2018).[2]

Premiul pentru cultură transilvană-saxonă este acordat anual din 1968 de către asociațiile sașilor transilvăneni din Germania și Austria. Este cea mai înaltă distincție acordată de sașilor transilvăneni pentru realizările științifice și artistice. Printre câștigătorii din anii precedenți se numără și omul de știință și pionierul rachetelor Hermann Oberth, scriitorul și jurnalistul Hans Bergel, filosoful Walter Biemel, poetul Oskar Pastior, sculptorul Peter Jacobi și pictorița Katharina Zipser. 